# Strigoderma costarica
Strigoderma costarica är en skalbaggsart som beskrevs av Katbeh-bader 2000. Strigoderma costarica ingår i släktet Strigoderma och familjen Rutelidae. Inga underarter finns listade i Catalogue of Life.